# DJ Marlboro

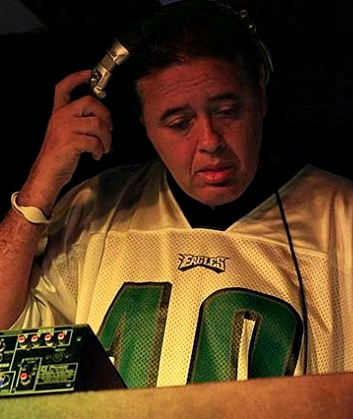
DJ Marlboro

DJ Marlboro (eigentlich Fernando Luiz Mattos da Matta, *3. Januar 1963 in Rio de Janeiro) ist ein brasilianischer DJ und eine Schlüsselfigur des Rio Funk.
Mit seinem Album Funk Brasil (1989) prägte er maßgeblich die Entwicklung dieser als besonders energiegeladen geltenden Variante des Hip-Hop. Das Album, veröffentlicht bei PolyGram (heute Universal Music Group), war in Brasilien ein kommerzieller Erfolg und trug zur landesweiten Popularisierung des Carioca Funk bei. Sein Stil und seine Produktionen beeinflussten nachfolgende Generationen von Künstlern und festigten den Rio Funk als eigenständiges Musikgenre.
| Personendaten    | Personendaten                                    |
| ---------------- | ------------------------------------------------ |
| NAME             | DJ Marlboro                                      |
| ALTERNATIVNAMEN  | Mattos da Matta, Fernando Luiz (wirklicher Name) |
| KURZBESCHREIBUNG | brasilianischer DJ des Rio Funk                  |
| GEBURTSDATUM     | 3. Januar 1963                                   |
| GEBURTSORT       | Rio de Janeiro                                   |